# Leer

El término leer (del latín legere), un verbo, alude al proceso de percibir y comprender la escritura, ya sea mediante la vista, la escucha o el tacto (braille).[cita requerida]

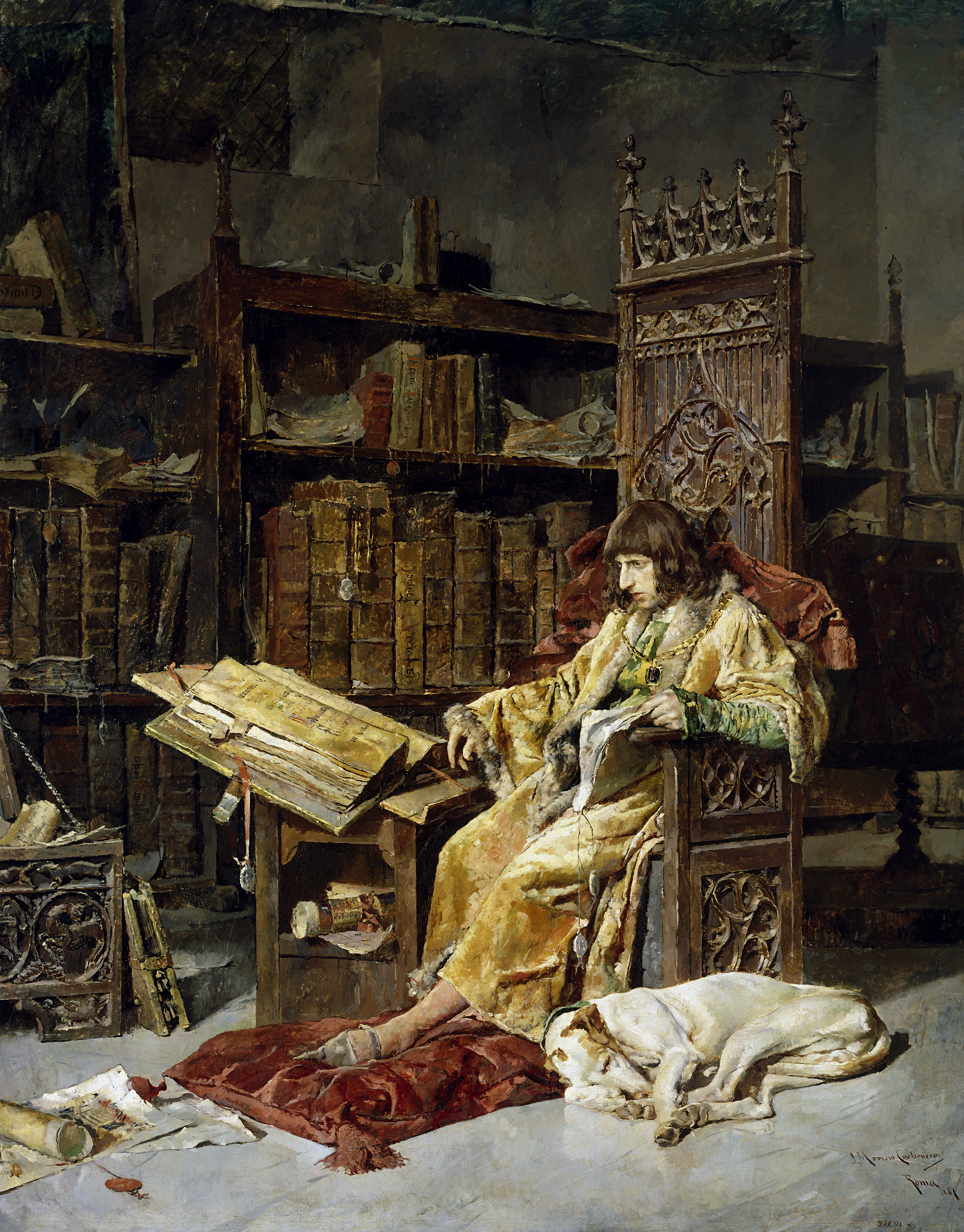
El príncipe don Carlos de Viana, de José Moreno Carbonero, 1881, Museo del Prado.

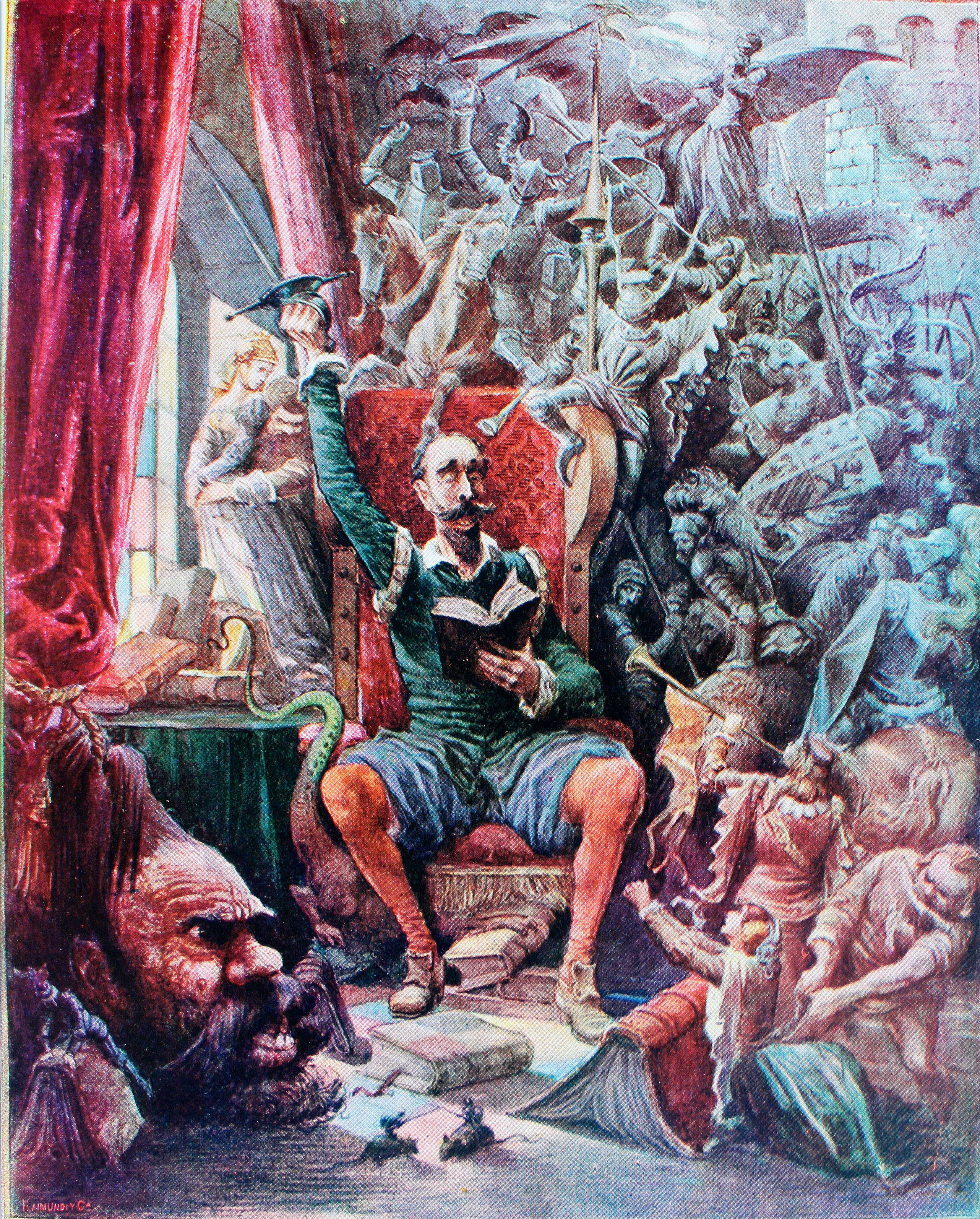
Don Quijote leyendo ensimismado libros de caballería.

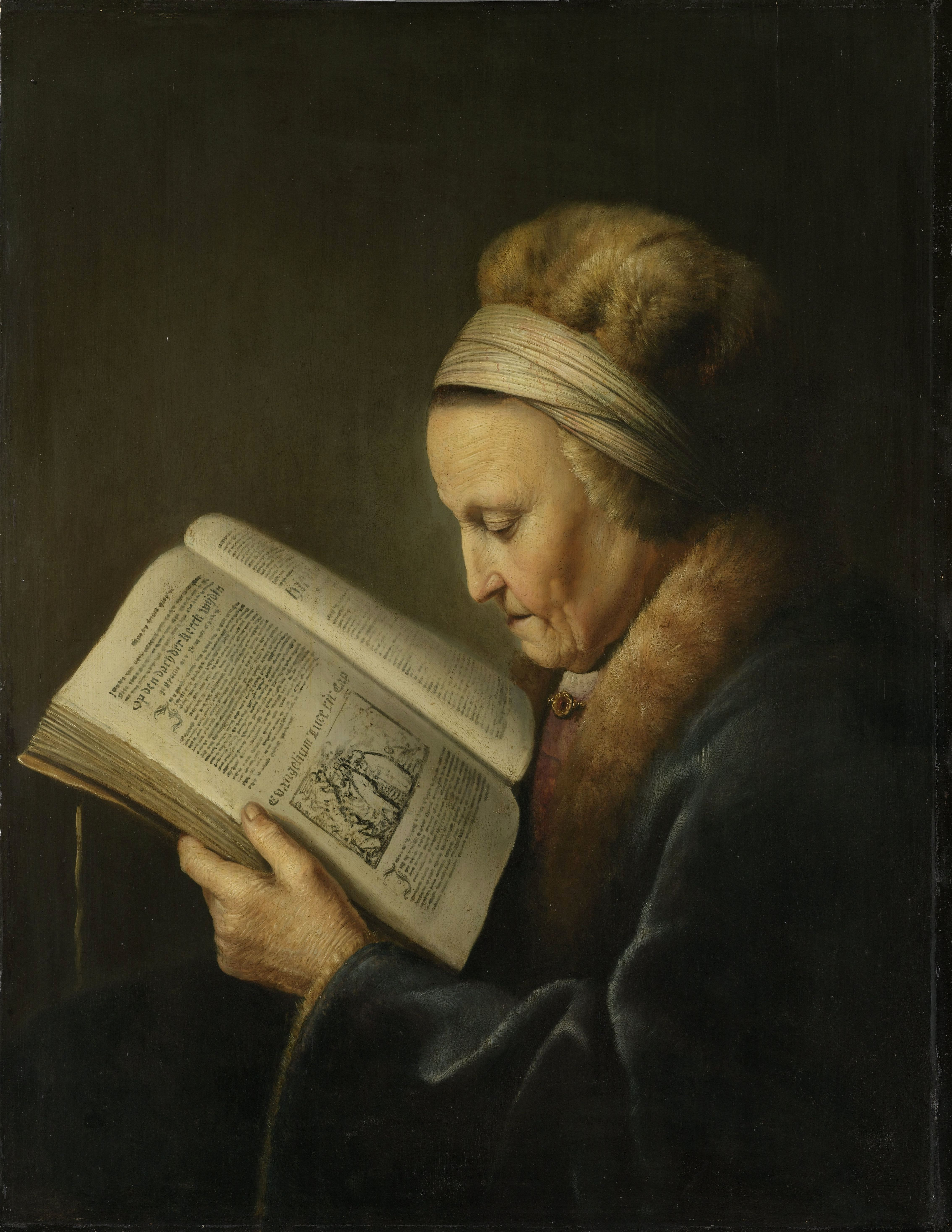
Lesende alte Frau («mujer anciana leyendo»), de Gerard Doy (1639).

## Etimología y otros significados
El verbo «leer», en español, puede describir actividades distintas a la comprensión de lo escrito:
- Entender una representación gráfica: Leer la hora. Leer un plano.
- Interpretar el lenguaje del cuerpo y la mímica: Leer en los ojos de alguien. Leer el pensamiento de alguien.
- Augurar el futuro por prácticas místicas: Leer el futuro en las líneas de la mano. Leer el futuro en una bola de cristal.
- Dar clases en una universidad: Leer una lección sobre matemáticas.[1]
- En informática, acceder la información de un medio de almacenaje: Leer del disco duro.

## Percepción y comprensión

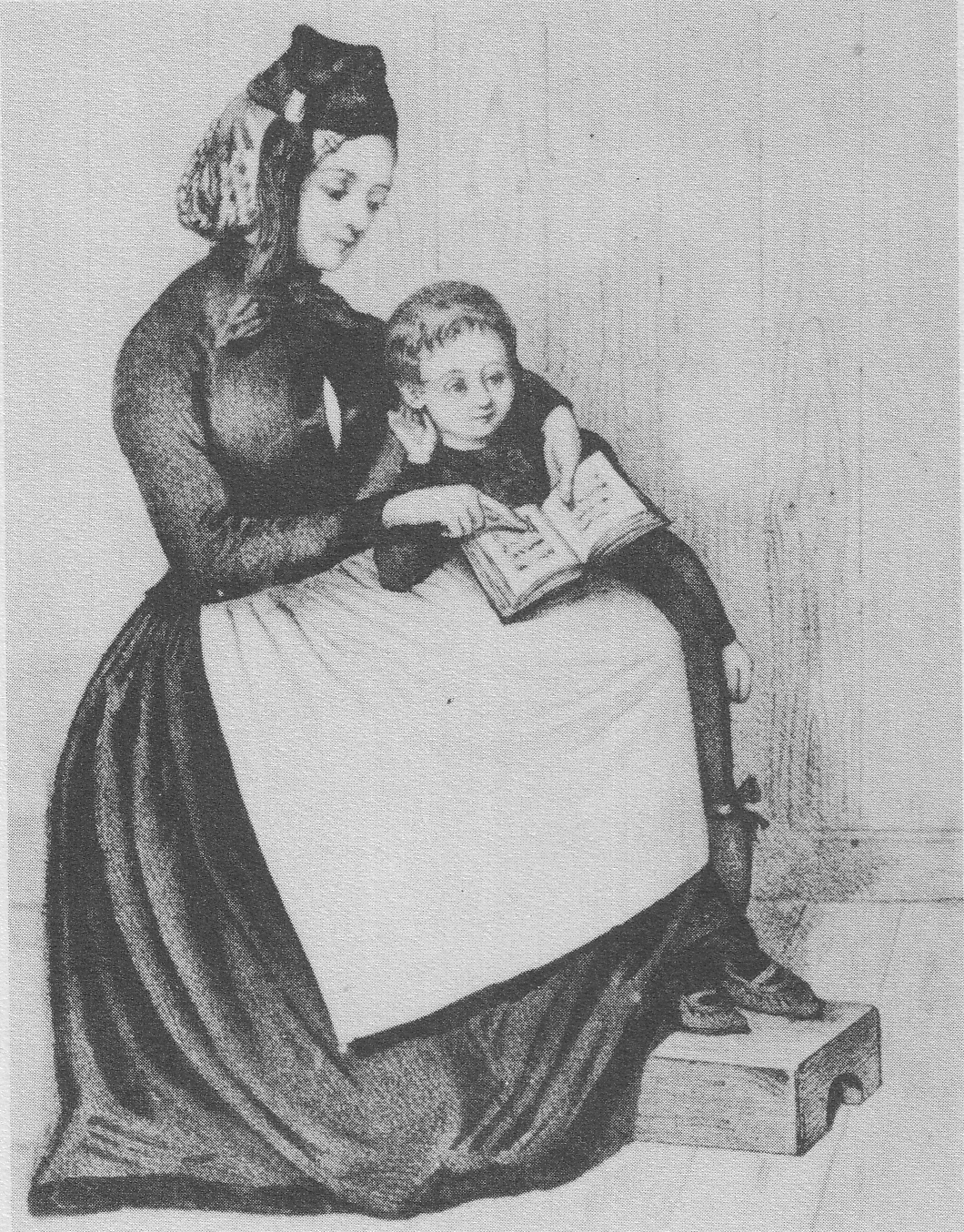
Aprendiendo a leer.

La psicología cognitiva y la lingüística estudian cómo los seres humanos perciben y comprenden la escritura. Especialmente por medir los movimientos oculares con el método eye tracking («seguimiento de ojos» en inglés) la psicología trata de entender cómo la percepción y comprensión se influyen y completan mutuamente. Los conocimientos de este capítulo provienen de.

### Fundamentos de la percepción al leer
El ser humano percibe su ambiente por visión con fijaciones y sacadas. Al fijar clava los ojos en un punto inmóvil y con sacadas redirige la mirada rápidamente de un punto de fijación a otro. Solamente durante las fijaciones los nervios en la retina transmiten la información que perciben por la luz. Durante una sacada esta transmisión está discontinuada; se cree que eso sirve para no procesar las imágenes nebulosas que se producen por los movimientos rápidos del ojo.
El campo visual es el área donde se ven objetos mientras el ojo está enfocado en un punto. Se lo subdivide en las regiones fóveal (menos de 2° de excentricidad) de máxima agudeza visual, parafoveal (2°-5°) de alta agudeza visual y periferal (más de 5°) de baja agudeza visual, conforme a sus distancias de la fóvea, el centro de máxima agudeza visual. La parte del campo visual por la cual se adquiere información útil durante una fijación se llama perceptal span (inglés «área de percepción»). Al leer, esta región es asimétrica y depende de la dirección de lectura. En Occidente —en donde se lee de izquierda a derecha— se extiende desde 3 - 4 letras a la izquierda hasta 14-15 letras a la derecha del punto de fijación. Pero de facto sólo en el segmento word identification span (inglés «área de identificación de palabras») que se extiende del centro de la fijación hasta 7-8 letras a la derecha se puede identificar palabras.

### Movimientos oculares al leer
En general un ser humano lee un texto al fijar un punto por 200-250 ms y después hacer una sacada de 7-  letras en dirección de leer al punto siguiente. En tiempo normal el lector medio lee 250 palabras por minuto. Con dificultad creciente las fijaciones se alargan. Especialmente al leer frases ambivalentes el lector usa regresiones, sacadas en contra de la dirección que sirven para releer parte del texto que puede aclarar el pasaje ambivalente. Estos movimientos dependen de muchos factores, por ejemplo capacidad, concentración e interés del lector, complejidad y univocidad del texto, legibilidad de la escritura y consumo de drogas como cafeína que afectan los movimientos oculares.

#### Modelos del control de sacadas

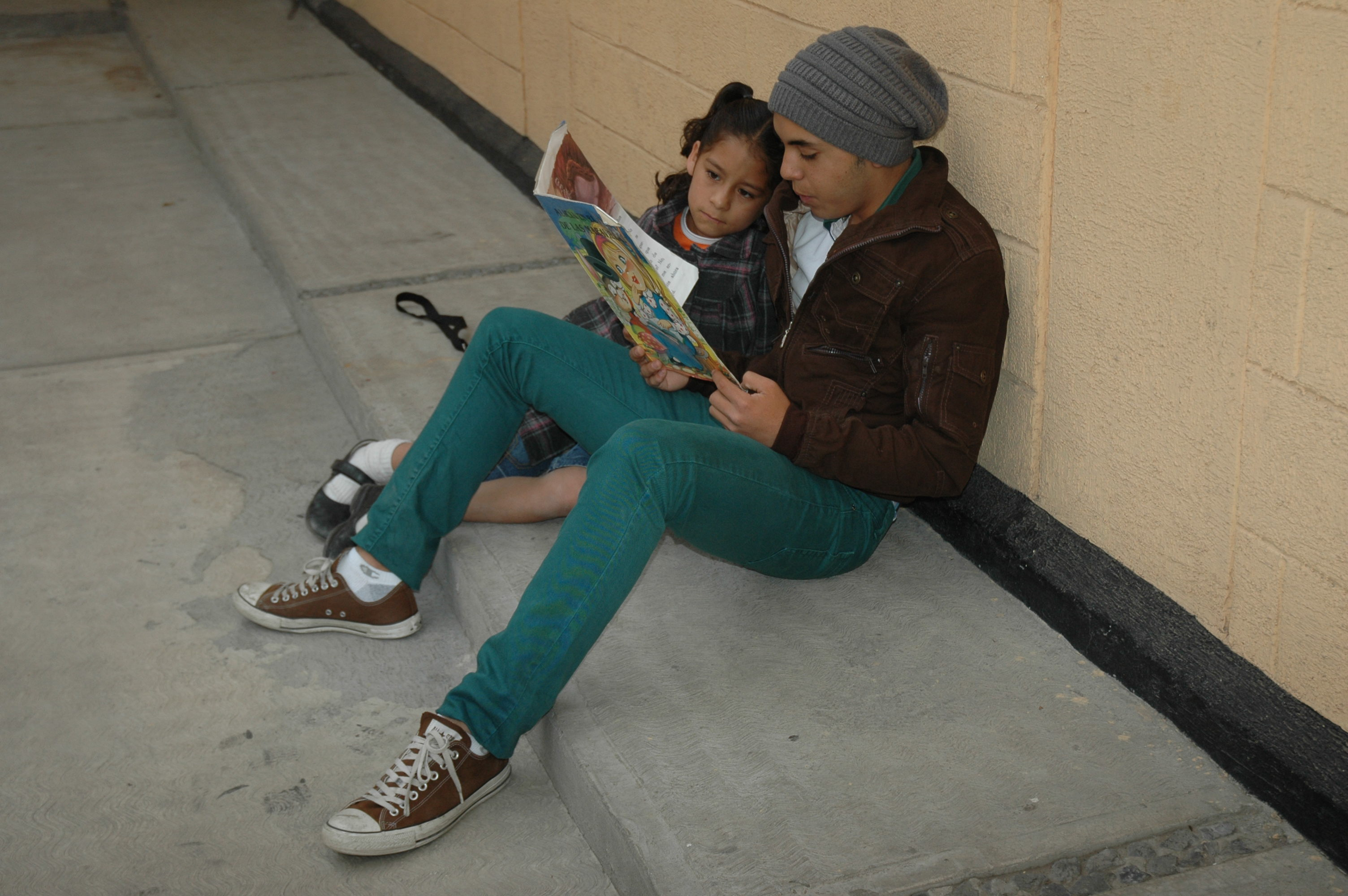
Voluntario lee a una niña en la Casa Hogar de las Niñas en la Ciudad de México

Hay dos modelos competitivos que tratan de explicar cómo el lector mueve la mirada. Según el cognitive process model (modelo de proceso cognitivo) el lector hace una sacada tan pronto como ha ganado acceso léxico, es decir ha identificado la palabra enfocada; en ese momento no es importante la función o el sentido de la palabra. Según el oculomotor model (modelo del motor ocular) los movimientos son dictados físicamente. Al principio el lector elige una estrategia fundamental (por ejemplo «leer tan rápido como le sea posible) y una táctica dependiente del texto (por ejemplo si el texto es complicado, lee despacio) por eso y la estructura visual del texto los movimientos son predefinidos automáticamente. Los resultados de la experimentación sugieren que el cognitive process model es lo más correcto pero no hay prueba final.

### Identificación e integración de palabras
Ni el problema de cómo los seres humanos identifican las palabras ni la cuestión de cómo integran éstas a través de sacadas están resueltos.
En 1972 Gough presentó la teoría de que se identifica una palabra al elaborar serialmente sus letras, como al consultar un diccionario. La idea estaba apoyada por indicios encontrados antes pero no pudo explicar el word superiority effect (inglés «efecto de la supremacía de la palabra») encontrado pocos años antes: se reconoce la última letra de una palabra más rápido que si la misma letra fuera presentada sola. En consecuencia la teoría fue rechazada.
En 1973 Bouma probó que es importante dónde se centra la mirada dentro de la palabra y después de otros experimentos en 1979 presentó la teoría según la cual se identifica las palabras reconociendo sus formas exteriores. Es decir, por presentar un polígono se reconocería la palabra original, especialmente por empleo de minúsculas y mayúsculas. Aunque la teoría todavía es muy actual y hay mucha gente acertando que palabras fueron comparados mentalmente como imágenes digitales, no es correcto.
Las teorías que trataron de explicar cómo la percepción integra las palabras a través de sacadas tuvo problemas similares. La primera idea, que surgió con el ascenso de la informática, fue que hay un tope para fusionar las imágenes ganadas antes y después de una sacada. Varios experimentos demostraron que eso es falso.
En 1979 Krueger propuso la teoría de que se identifica las letras visualmente, pero que se las compone verbalmente. Varios experimentos evidenciaron que la calidad fonética de letras, sílabas y palabras es muy importante, tanto para la identificación como para la integración de palabras. Por ejemplo, es más fácil identificar una palabra con letras falsas si estas letras suenan similares al original que si son visualmente similares. 
La psicolingüística ha demostrado que el sentido y la limitación sentencial del texto también son factores muy importantes. Se llama limitación sentencial cuando el tipo de una palabra es previsible, por ejemplo «la palabra siguiente tiene que ser un sustantivo masculino singular»; lo cual depende de la estructura gramatical de la lengua y de la frase. El hecho de que apenas se fijen pasajes previsibles demuestra que la elaboración de textos está controlada por procesos cognitivos, no perceptivos.
En resumen, los factores más importantes para identificar una palabra son sus primeras tres letras, la última letra, el empleo de minúsculas y mayúsculas y la identidad fonética.

#### Ejemplos
Algunos ejemplos:
- aperlación: Aunque su bórdenes son idénticos no es posible identificar esta palabra como «aportación». El problema es que no contiene las letras correctas. Eso demuestra que la teoría de la forma exterior es falsa.
- bisual — uisual: Es más fácil identificar «bisual» como «visual» aunque «u» y «v» visualmente aparecen más similares. Eso demuestra que en general el sonido es más importante que la semejanza visual.
- daddeenorso: Es casi imposible identificar este desorden como «desordenado» aunque la primera y la última letra están en su sitio y la palabra es muy simple. Eso demuestra que la afirmación del bulo no es correcta.

### Vocalización
El proceso mediante el cual los lectores articulan los sonidos  (fonemas) de las palabras que están leyendo, se llama vocalización. Cuando se vocaliza, la velocidad de la lectura y la comprensión del texto se reducen drásticamente. Hay otro tipo de vocalización, al que podría denominarse "vocalización mental" o "subvocalización", que es indispensable para transformar una grafía (letra) en sonido (fonema) lo cual se requiere para producir la significación (comprensión). Este tipo de vocalización no tiene las limitaciones de velocidad y comprensión que tiene el primero.

### Subvocalización
Es normal que los lectores articulen mentalmente lo que están leyendo. Este proceso se llama subvocalización. En oposición a la vocalización la subvocalización no estorba la comprensión. Al contrario parece que la subvocalización forma parte importante del proceso de leer. Algunos psicólogos creen que sin subvocalización no es posible leer, justifican su opinión con el papel importante que juegue el componente fonético al identificar palabras.

#### De izquierda a derecha y de arriba abajo
Experimentos con escrituras diferentes han demostrado que no solo los movimientos oculares se acostumbran a la dirección de leer sino todo el sistema percepcional. Por ejemplo, si se escribe de derecha a la izquierda y de arriba abajo, como en chino tradicional, no solos las sacadas cambian sus direcciones pero también perceptual span y word identification span cambian sus formas.

#### Caracteres especiales
Escrituras que usan caracteres especiales no tienen alfabeto. Por ejemplo en la escritura china cada carácter representa una sílaba, es decir en leer un texto carácter por carácter se lo puede vocalizar sílaba por sílaba. De un carácter se puede deducir su significación inmediatamente. Por eso, aunque la tipografía difiere mucho de la del occidente, no hay tantas diferencias: las duraciones de las fijaciones, las distancias de las sacadas y las extensiones de los difieren, pero los fundamentos como subvocalización y regresiones son casi idénticos.

#### Braille y comparables
Braille es una escritura táctil usado por personas ciegas, es decir se lee con las manos en vez de los ojos. La lección de esta escritura es mucho más secuencial y despacio que la de escritura visual.

#### Notación musical y comparables
Notación musical es la escritura para anotar música. Aunque es posible cantar una melodía anotado por notas no es posible vocalizar este escritura directamente, especialmente si contiene acordes, es decir varias notas suenan simultáneamente. En general el lector no convierte notas en habla pero sí en movimientos del cuerpo. Los movimientos oculares se acomodan al contenido del «texto»: si la melodía domina hay más sacadas horizontales, si la armonía domina hay más sacadas verticales.

#### Fórmulas matemáticas y comparables
La lectura de fórmulas, por ejemplo en matemáticas o en química, se distingue de lector a lector. Aunque en general se las lee de la izquierda a la derecha, hay muchos casos especiales, por ejemplo si la fórmula contiene fracciones o matrices. La lectura de fórmulas matemáticas es mucho más abstracta que la lectura de todas las otras escrituras: es posible vocalizar una fórmula pero eso no ayuda a comprender su sentido. La comprensión de fórmulas es terreno interesante pero hay pocos experimentos en este sector.

## Técnicas de lectura
Las técnicas de lectura sirven para adaptar la manera de leer al propósito del lector. Dos objetivos comunes son la maximización de la velocidad de lectura y la maximización de la comprensión del texto. Por regla general estos objetivos son contradictorios por lo que debe establecerse un compromiso entre ambos. Se distinguen varias técnicas convencionales como la lectura secuencial, la lectura intensiva y la lectura puntual que afectan a la elección y la elaboración de textos de técnicas para mejorar la velocidad de la lectura como lectura diagonal, scanning, SpeedReading y PhotoReading que afectan el proceso percepcional en sí mismo.

### Pre-lectura
Necesaria para conocer la información general de lo que se va a leer. Incluye revisar:
- Título
- Autor ( biografía, otros libros que ya publicó)
- Contraportada
- Introducción
- Prológo

### Lectura secuencial
La lectura secuencial es la forma común de leer un texto. El lector lee en su tiempo individual desde el principio al fin sin repeticiones u omisiones.

### Lectura puntual
Al leer un texto puntual el lector solamente lee los pasajes que le interesan. Esta técnica sirve para absorber mucha información en poco tiempo.

### Lectura diagonal
En lectura diagonal el lector solamente lee los pasajes especiales de un texto, como títulos, la primera frase de un párrafo, las palabras acentuadas tipográficamente (negrita, cursiva), los párrafos importantes (resumen, conclusión) y el entorno de los términos importantes como fórmulas («2x+3=5»), listas («primer», «segundo», ...), conclusiones («por eso») y términos técnicos («costos fijos»). Se llama lectura diagonal porque la mirada se mueve rápidamente de la esquina de izquierda y arriba a la esquina de derecha y abajo. De ese modo es posible leer muy rápidamente un texto a expensas de la comprensión del estilo y los detalles.

### Scanning
El Scanning es una técnica para buscar términos individuales en un texto. Se fundamenta en la teoría de que se identifican las palabras comparando sus imágenes. El lector se imagina la palabra en el estilo de fuente del texto y después mueve la mirada rápidamente sobre el texto es una lectura rápida.

### Lectura Rápida
Inventado por Tony Buzan, la lectura rápida (o SpeedReading) es una técnica que combina muchos puntos diferentes para leer más rápido. En general es similar a la lectura diagonal pero incluye otros factores como concentración y ejercicios para los ojos.
Algunos críticos dicen que esta técnica solamente es la lectura diagonal con un nombre diferente, combinada con factores conocidos por sentido común. No hay prueba de que los ejercicios para los ojos mejoren la percepción visual. No es necesario pagar seminarios para saber que la concentración y una buena iluminación son imprescindibles para leer rápido.
Algunos consideran que se trata de una técnica para ejercitar la concentración durante la lectura, lo que permite reducir considerablemente el tiempo de absorción de la información. Muchos han desarrollado la capacidad de lectura veloz por sus propios medios, y coinciden en que la única clave es la concentración.

### PhotoReading
En el PhotoReading, inventado por Paul R. Scheele, el lector lee una página en total. Al principio gana una idea general del texto usando lectura diagonal para leer índice, títulos y párrafos especiales como el texto en el revés de un libro. Después mira las páginas una por una para unos segundos con mirada no enfocada, en un estado mental muy relajado. Después de leer una página así «activa» el contento del texto cerrando los ojos y dando rienda suelta a los pensamientos. Se compara la técnica con la memoria eidética.
Críticos dicen que esta técnica no funciona porque experimentos demostraron que lectores no extraen información de pasajes no enfocados. Sospechan que la información obtenido por PhotoReading viene de la lectura diagonal y de la imaginación del lector. Pero aunque fuera muy fácil verificar la técnica no existen experimentos haciéndolo.

### Otras técnicas de lectura veloz
Hay muchas otras técnicas de lectura veloz y todas están muy controvertidas. Los críticos dicen que no funcionan y solamente sirven para vender libros y seminarios. De punto de vista científico no es evidenciado ni rechazado, pero es importante atender los puntos siguientes:
- Se ven cerca de 20 letras con una mirada, así que no es posible leer una línea en total sin mover los ojos.
- Regresiones no son errores, pero pueden ser imprescindibles para comprender pasajes ambiguos. Quizás no es importante redirigir la mirada, pero el tiempo que se gana haciéndolo para recapacitar, sí lo es.
- Lectores no extraen información de pasajes que no enfocasen.
- La supresión de la subvocalización es muy controvertida. Es posible que sin subvocalización no es posible identificar palabras.

## Términos afines
Capacidad de leer:
- Un analfabeto es una persona que no sabe leer. La alfabetización mide la cuota de la población capaz de leer.
- La capacidad de leer es parte del modelo de las capacidades en pedagogía.

Medicina:
- Dislexia es la incapacidad de leer y escribir debida a causas neurológicas.

Tipografía:
- La legilibilidad de un tipo específica la facilidad o dificultad de leerlo.

Análisis de textos:
- La legilibilidad de un texto específica la facilidad o dificultad de entenderlo. Hay varios métodos para medir esta característica de un texto automáticamente usando fórmulas. Consulte el artículo Readability de la Wikipedia inglesa para más información.

Frases hechas:
- Un ratón de biblioteca es una persona que lee mucho.

## ¿Por qué leer?

### Beneficios de la lectura
Hay muchas personas las cuales no les gusta el tema de lectura, sin embargo esta práctica tiene muchos beneficios.
- Ampliación del vocabulario y mejora de la ortografía: Con la lectura se está más expuesto a nuevas palabras y por ende, tiene un impacto positivo en el vocabulario, ortografía y redacción de las personas.
- Incrementa la concentración y habilidad para enfocarse: Al estar acostumbrados a los videos cortos e información rápida, leer hará que practiques tu concentración, en donde podrás permanecer enfocado por cada vez más tiempo.
- Mejora el sueño: Leer en sí es una actividad relajante, y estudios revelan que integrarla en tu rutina antes de dormir ayudará a mejorar la calidad de sueño.
- Promueven la empatía: Conocer nuevos mundos, personajes e ideales hace que las personas comprendan las situaciones planteadas en una obra literaria.
- Impulsa y mantiene el funcionamiento cognitivo: Al tener que recordar detalles y situaciones del libro e imaginar escenarios, estarás ejercitando tu cerebro constantemente.[11]

## Tips

### Consejos cuando leas un libro
La escritora Nancy Pearl recomienda aplicar lo que ella ha denominado la regla de los 50: leer cincuenta páginas de un libro y al llegar a este número, preguntarte a ti mismo si te interesa realmente lo que está ocurriendo con la historia, algún personaje, te agrada la manera de escribir del autor. Si las respuestas ante estas preguntas son negativas, déjalo y comienza una nueva lectura.
No hay malas ni buenas respuestas, es el lector quien debe tomar la decisión final al momento de querer abandonar un libro. Es cuestión de cada persona elegir los beneficios que más se apeguen a su personalidad, y así como la gran diversidad de libros que existen, también existen diversas maneras en que las personas leen.